# Gunnar Granberg
Gunnar Karl Ludvig Granberg, född den 27 maj 1906 i Vireda, Jönköpings län, död 5 september 1983 i Kopparberg, Örebro län, var en svensk folklorist och diplomat.

## Biografi
Granberg avlade filosofie kandidatexamen i Uppsala 1929 och tog sin doktorsgrad vid dåvarande Stockholms högskola där han blev docent 1936. Han var sedan museilektor vid Nordiska museet 1937–1944, då han också hade uppdraget som redaktör för tidskriften Acta ethnologica (1936–1938).
Hans viktigaste vetenskapliga verk är Skogsrået (1935), en internationellt uppmärksammad studie av en folktros psykologiska och ekologiska bakgrund.
Granberg hade sedan en rad offentliga uppdrag och var åren 1940–1944 pressattaché i Helsingfors för att sedan, 1945–1954, tjänstgöra som chef för Svenska Institutet för kulturellt utbyte med utlandet. Han var därefter ambassadråd i Bonn 1954–1965 och svensk ambassadör i Reykjavik 1965–1972.